# Campeonato Goiano 2021
El Campeonato Goiano de Fútbol 2021 fue la 78.ª edición de la primera división de fútbol del estado de Goiás. El torneo fue organizado por la Federação Goiana de Futebol (FGF). El torneo comenzó el 28 de febrero y finalizó el 23 de mayo. El ganador fue el Grêmio Anápolis, que venció en la final al Vila Nova en tanda de penales, logrando así su primer título estadual.

## Sistema de juego

### Primera fase
Los 12 equipos, son divididos en dos grupos de 6 cada uno. Los clubes se enfrentan en partidos de ida y vuelta, haciendo así 10 fechas en total. Una vez terminada la primera fase, los cuatro primeros de cada grupo llegan a los cuartos de final.
El último de cada grupo desciende a la División Goiana de Ascenso.

### Segunda fase
- Cuartos de final: Los enfrentamientos se emparejan con respecto al puntaje de la primera fase, de la siguiente forma:
  - 1.º A vs. 4.º B
  - 2.º A vs. 3.º B
  - 2.º B vs. 3.º A
  - 1.º B vs. 4.º A

- Semifinales: Los cuatro equipos en esta ronda se emparejan con respecto al puntaje acumulado que tengan en ese momento, el equipo con mayor puntaje se enfrentará al equipo con menor puntaje y el segundo contra el tercero.

- Final: Los dos ganadores de las semifinales disputan la final.

- Nota 1: Tanto cuartos de final, semifinales como la final se disputan en partidos de ida y vuelta, comenzando la llave como local el club con peor campaña en la primera fase.
- Nota 2: En caso de empate en puntos y diferencia de goles en cualquier llave, se definirá en tanda de penales.

### Clasificaciones
- Copa de Brasil 2022: Clasifican los dos finalistas y el semifinalista eliminado con mayor puntaje.
- Serie D 2022: Clasifican los tres mejores equipos que no disputan ni la Serie A (Atlético Goianiense), Serie B (Goiás, Vila Nova) o Serie C.
- Copa Verde 2022: Clasifican los dos finalistas.

## Equipos participantes
| Equipo              | Ciudad               | Estadio                     | Capacidad | Posición 2020      | Títulos (último) |
| ------------------- | -------------------- | --------------------------- | --------- | ------------------ | ---------------- |
| Anápolis            | Anápolis             | Jonas Duarte                | 49 640    | 8.º                | 1 (1965)         |
| Aparecidense        | Aparecida de Goiânia | Annibal Batista de Toledo   | 4 800     | 4.º                | 0                |
| Atlético Goianiense | Goiânia              | Antonio Accioly             | 12 500    | Campeón            | 15 (2020)        |
| CRAC Catalão        | Catalão              | Genervino da Fonseca        | 8 500     | 6.º                | 2 (2004)         |
| Goianésia           | Goianésia            | Valdeir José de Oliveira    | 8 110     | 2.º                | 0                |
| Goiás               | Goiânia              | Hailé Pinheiro              | 9 900     | 5.º                | 28 (2018)        |
| Grêmio Anápolis     | Anápolis             | Jonas Duarte                | 49 640    | 9.º                | 0                |
| Iporá               | Iporá                | Francisco José Ferreira     | 3 500     | 10.º               | 0                |
| Itumbiara           | Itumbiara            | Juscelino Kubitschek        | 14 455    | 2.º (2.ª división) | 1 (2008)         |
| Jaraguá             | Jaraguá              | Amintas de Freitas          | 4 000     | 3.º                | 0                |
| Jataiense           | Jataí                | Arapucão                    | 30 000    | 1.º (2.ª división) | 0                |
| Vila Nova           | Goiânia              | Onésio Brasileiro Alvarenga | 11 788    | 7.º                | 15 (2005)        |

| Crecimiento | Equipos provenientes de la División Goiana de Ascenso 2020. |

## Primera fase

### Grupo A
| Pos. | Equipo              | Pts. | PJ | G | E | P | GF | GC | Dif. | Clasificación          |
| ---- | ------------------- | ---- | -- | - | - | - | -- | -- | ---- | ---------------------- |
| 1    | Atlético Goianiense | 28   | 10 | 9 | 1 | 0 | 22 | 3  | +19  | Fase final.            |
| 2    | Grêmio Anápolis     | 17   | 10 | 5 | 2 | 3 | 12 | 7  | +5   | Fase final.            |
| 3    | Anápolis            | 16   | 10 | 5 | 1 | 4 | 8  | 10 | −2   | Fase final.            |
| 4    | Jataiense           | 8    | 10 | 2 | 2 | 6 | 7  | 13 | −6   | Fase final.            |
| 5    | CRAC Catalão        | 8    | 10 | 1 | 5 | 4 | 8  | 15 | −7   |                        |
| 6    | Itumbiara           | 6    | 10 | 1 | 3 | 6 | 6  | 15 | −9   | Descenso de categoría. |

Actualizado a los partidos jugados el 22 de abril de 2021.
 Fuente: 
Criterios de clasificación: 1) Puntos; 2) Partidos ganados; 3) Diferencia de gol; 4) Goles anotados; 5) Enfrentamiento directo entre los equipos en cuestión; 6) Menor cantidad de tarjetas rojas; 7) Menor cantidad de tarjetas amarillas; 8) Sorteo.

#### Fixture
- La hora de cada encuentro corresponde al huso horario correspondiente al Estado de Goiás (UTC-3).

| Grêmio Anápolis     | 3 - 1 | Anápolis     | Jonas Duarte         | 28 de febrero | 16:00 |
| Itumbiara           | 1 - 1 | CRAC Catalão | Juscelino Kubitschek | 28 de febrero | 16:00 |
| Atlético Goianiense | 2 - 0 | Jataiense    | Antonio Accioly      | 10 de marzo   | 20:30 |

| Jataiense    | 0 - 1 | Grêmio Anápolis     | Antonio Accioly | 3 de marzo | 16:00 |
| Anápolis     | 1 - 0 | Itumbiara           | Jonas Duarte    | 3 de marzo | 20:30 |
| CRAC Catalão | 0 - 2 | Atlético Goianiense | Clube do Povo   | 4 de marzo | 15:30 |

| Jataiense           | 1 - 1 | CRAC Catalão    | Arapucão             | 7 de marzo | 15:30 |
| Itumbiara           | 0 - 1 | Grêmio Anápolis | Juscelino Kubitschek | 7 de marzo | 16:00 |
| Atlético Goianiense | 2 - 0 | Anápolis        | Antonio Accioly      | 7 de marzo | 16:00 |

| Atlético Goianiense | 2 - 0 | Grêmio Anápolis | Antonio Accioly      | 13 de marzo | 16:00 |
| Itumbiara           | 2 - 1 | Jataiense       | Juscelino Kubitschek | 13 de marzo | 17:00 |
| CRAC Catalão        | 1 - 1 | Anápolis        | Clube do Povo        | 15 de marzo | 15:30 |

| Itumbiara       | 0 - 3 | Atlético Goianiense | Juscelino Kubitschek | 1 de abril  | 16:00 |
| Grêmio Anápolis | 3 - 0 | CRAC Catalão        | Jonas Duarte         | 1 de abril  | 16:00 |
| Jataiense       | 1 - 0 | Anápolis            | Arapucão             | 15 de abril | 15:30 |

| CRAC Catalão        | 0 - 0 | Grêmio Anápolis | Clube do Povo   | 4 de abril | 15:30 |
| Atlético Goianiense | 2 - 0 | Itumbiara       | Antonio Accioly | 4 de abril | 16:00 |
| Anápolis            | 1 - 0 | Jataiense       | Jonas Duarte    | 6 de abril | 16:00 |

| Grêmio Anápolis | 1 - 1 | Atlético Goianiense | Jonas Duarte | 7 de abril | 21:30 |
| Jataiense       | 1 - 1 | Itumbiara           | Arapucão     | 9 de abril | 15:30 |
| Anápolis        | 2 - 0 | CRAC Catalão        | Jonas Duarte | 9 de abril | 16:00 |

| CRAC Catalão    | 2 - 0 | Jataiense           | Clube do Povo | 12 de abril | 15:30 |
| Anápolis        | 0 - 3 | Atlético Goianiense | Jonas Duarte  | 12 de abril | 16:00 |
| Grêmio Anápolis | 2 - 0 | Itumbiara           | Jonas Duarte  | 13 de abril | 16:00 |

| Atlético Goianiense | 3 - 1 | CRAC Catalão | Antonio Accioly      | 17 de abril | 18:30 |
| Itumbiara           | 0 - 1 | Anápolis     | Juscelino Kubitschek | 18 de abril | 16:00 |
| Grêmio Anápolis     | 1 - 2 | Jataiense    | Jonas Duarte         | 18 de abril | 16:00 |

| CRAC Catalão | 2 - 2 | Itumbiara           | Clube do Povo | 22 de abril | 15:30 |
| Anápolis     | 1 - 0 | Grêmio Anápolis     | Jonas Duarte  | 22 de abril | 15:30 |
| Jataiense    | 1 - 2 | Atlético Goianiense | Arapucão      | 22 de abril | 15:30 |

### Grupo B
| Pos. | Equipo       | Pts. | PJ | G | E | P | GF | GC | Dif. | Clasificación          |
| ---- | ------------ | ---- | -- | - | - | - | -- | -- | ---- | ---------------------- |
| 1    | Aparecidense | 18   | 10 | 5 | 3 | 2 | 12 | 4  | +8   | Fase final.            |
| 2    | Vila Nova    | 17   | 10 | 5 | 2 | 3 | 11 | 7  | +4   | Fase final.            |
| 3    | Iporá        | 13   | 10 | 3 | 4 | 3 | 8  | 11 | −3   | Fase final.            |
| 4    | Goiás        | 12   | 10 | 3 | 3 | 4 | 8  | 13 | −5   | Fase final.            |
| 5    | Goianésia    | 11   | 10 | 2 | 5 | 3 | 9  | 9  | 0    |                        |
| 6    | Jaraguá      | 10   | 10 | 3 | 1 | 6 | 10 | 14 | −4   | Descenso de categoría. |

Actualizado a los partidos jugados el 22 de abril de 2021.
 Fuente: 
Criterios de clasificación: 1) Puntos; 2) Partidos ganados; 3) Diferencia de gol; 4) Goles anotados; 5) Enfrentamiento directo entre los equipos en cuestión; 6) Menor cantidad de tarjetas rojas; 7) Menor cantidad de tarjetas amarillas; 8) Sorteo.

#### Fixture
- La hora de cada encuentro corresponde al huso horario correspondiente al Estado de Goiás (UTC-3).

| Vila Nova | 1 - 0 | Jaraguá      | Onésio Brasileiro Alvarenga | 28 de febrero | 16:00 |
| Goianésia | 0 - 0 | Aparecidense | Valdeir José de Oliveira    | 10 de marzo   | 20:30 |
| Iporá     | 1 - 1 | Goiás        | Francisco José Ferreira     | 7 de abril    | 15:30 |

| Jaraguá      | 1 - 0 | Iporá     | Amintas de Freitas        | 3 de marzo | 15:30 |
| Goiás        | 1 - 0 | Goianésia | Hailé Pinheiro            | 3 de marzo | 20:30 |
| Aparecidense | 0 - 0 | Vila Nova | Annibal Batista de Toledo | 4 de marzo | 16:00 |

| Iporá   | 0 - 0 | Goianésia    | Francisco José Ferreira | 7 de marzo | 15:30 |
| Jaraguá | 0 - 4 | Aparecidense | Amintas de Freitas      | 7 de marzo | 15:30 |
| Goiás   | 1 - 0 | Vila Nova    | Hailé Pinheiro          | 7 de marzo | 16:00 |

| Vila Nova    | 5 - 0 | Iporá   | Olímpico Pedro Ludovico Teixeira | 13 de marzo | 15:30 |
| Aparecidense | 3 - 0 | Goiás   | Annibal Batista de Toledo        | 14 de marzo | 16:00 |
| Goianésia    | 2 - 2 | Jaraguá | Valdeir José de Oliveira         | 14 de marzo | 16:00 |

| Goiás        | 0 - 2 | Jaraguá   | Hailé Pinheiro            | 31 de marzo | 21:30 |
| Aparecidense | 1 - 0 | Iporá     | Annibal Batista de Toledo | 1 de abril  | 16:00 |
| Goianésia    | 0 - 1 | Vila Nova | Valdeir José de Oliveira  | 1 de abril  | 16:00 |

| Iporá     | 1 - 0 | Aparecidense | Francisco José Ferreira     | 4 de abril | 15:30 |
| Jaraguá   | 1 - 2 | Goiás        | Amintas de Freitas          | 4 de abril | 15:30 |
| Vila Nova | 0 - 2 | Goianésia    | Onésio Brasileiro Alvarenga | 4 de abril | 16:00 |

| Jaraguá | 1 - 2 | Goianésia    | Amintas de Freitas      | 7 de abril  | 15:30 |
| Iporá   | 0 - 0 | Vila Nova    | Francisco José Ferreira | 14 de abril | 15:30 |
| Goiás   | 1 - 1 | Aparecidense | Hailé Pinheiro          | 14 de abril | 21:30 |

| Aparecidense | 1 - 0 | Jaraguá | Annibal Batista de Toledo   | 10 de abril | 16:00 |
| Goianésia    | 2 - 2 | Iporá   | Valdeir José de Oliveira    | 11 de abril | 16:00 |
| Vila Nova    | 2 - 1 | Goiás   | Onésio Brasileiro Alvarenga | 11 de abril | 16:00 |

| Vila Nova | 2 - 1 | Aparecidense | Onésio Brasileiro Alvarenga | 18 de abril | 16:00 |
| Goianésia | 1 - 1 | Goiás        | Valdeir José de Oliveira    | 18 de abril | 16:00 |
| Iporá     | 2 - 1 | Jaraguá      | Francisco José Ferreira     | 19 de abril | 15:30 |

| Aparecidense | 1 - 0 | Goianésia | Annibal Batista de Toledo | 22 de abril | 15:30 |
| Goiás        | 0 - 2 | Iporá     | Hailé Pinheiro            | 22 de abril | 15:30 |
| Jaraguá      | 2 - 0 | Vila Nova | Amintas de Freitas        | 22 de abril | 15:30 |

## Fase final

#### Cuadro de desarrollo
|  | Cuartos de final         | Cuartos de final         | Cuartos de final         | Cuartos de final         | Cuartos de final         |   |        | Semifinales         | Semifinales    | Semifinales    | Semifinales    | Semifinales    |  |   | Final           | Final           | Final           | Final           | Final           |  |
|  | 25 de abril al 2 de mayo | 25 de abril al 2 de mayo | 25 de abril al 2 de mayo | 25 de abril al 2 de mayo | 25 de abril al 2 de mayo |   |        | 4 al 9 de mayo      | 4 al 9 de mayo | 4 al 9 de mayo | 4 al 9 de mayo | 4 al 9 de mayo |  |   | 16 y 23 de mayo | 16 y 23 de mayo | 16 y 23 de mayo | 16 y 23 de mayo | 16 y 23 de mayo |  |
|  |                          |                          |                          |                          |                          |   |        |                     |                |                |                |                |  |   |                 |                 |                 |                 |                 |  |
|  |                          |                          |                          |                          |                          |   |        |                     |                |                |                |                |  |   |                 |                 |                 |                 |                 |  |
|  | 1B                       | Aparecidense             | 3                        | 2                        | 5                        |   |        |                     |                |                |                |                |  |   |                 |                 |                 |                 |                 |  |
|  | 1B                       | Aparecidense             | 3                        | 2                        | 5                        |   |        |                     |                |                |                |                |  |   |                 |                 |                 |                 |                 |  |
|  | 4A                       | Jataiense                | 0                        | 1                        | 1                        |   |        |                     |                |                |                |                |  |   |                 |                 |                 |                 |                 |  |
|  | 4A                       | Jataiense                | 0                        | 1                        | 1                        |   | 2      | Aparecidense        | 1              | 0              | 1              |                |  |   |                 |                 |                 |                 |                 |  |
|  |                          |                          |                          |                          |                          |   | 2      | Aparecidense        | 1              | 0              | 1              |                |  |   |                 |                 |                 |                 |                 |  |
|  |                          |                          | 3                        | Vila Nova                | 1                        | 1 | 2      |                     |                |                |                |                |  |   |                 |                 |                 |                 |                 |  |
|  | 2B                       | Vila Nova                | 3                        | Vila Nova                | 1                        | 1 | 2      | 3                   | 3              | 6              |                |                |  |   |                 |                 |                 |                 |                 |  |
|  | 2B                       | Vila Nova                |                          |                          |                          |   |        |                     |                | 6              |                |                |  |   |                 |                 |                 |                 |                 |  |
|  | 3A                       | Anápolis                 | 0                        | 1                        | 1                        |   |        |                     |                |                |                |                |  |   |                 |                 |                 |                 |                 |  |
|  | 3A                       | Anápolis                 | 0                        | 1                        | 1                        |   |        |                     |                |                |                |                |  | 3 | Vila Nova       | 1               | 1               | 2 (4)           |                 |  |
|  |                          |                          |                          |                          |                          |   |        |                     |                |                |                |                |  | 3 | Vila Nova       | 1               | 1               | 2 (4)           |                 |  |
|  |                          |                          | 4                        | Grêmio Anápolis (p)      | 1                        | 1 | 2 (5)  |                     |                |                |                |                |  |   |                 |                 |                 |                 |                 |  |
|  | 1A                       | Atlético Goianiense      | 4                        | Grêmio Anápolis (p)      | 1                        | 1 | 2 (5)  | 3                   | 0              | 3              |                |                |  |   |                 |                 |                 |                 |                 |  |
|  | 1A                       | Atlético Goianiense      |                          |                          |                          |   |        |                     |                | 3              |                |                |  |   |                 |                 |                 |                 |                 |  |
|  | 4B                       | Goiás                    | 0                        | 0                        | 0                        |   |        |                     |                |                |                |                |  |   |                 |                 |                 |                 |                 |  |
|  | 4B                       | Goiás                    | 0                        | 0                        | 0                        |   | 1      | Atlético Goianiense | 0              | 2              | 2 (11)         |                |  |   |                 |                 |                 |                 |                 |  |
|  |                          |                          |                          |                          |                          |   | 1      | Atlético Goianiense | 0              | 2              | 2 (11)         |                |  |   |                 |                 |                 |                 |                 |  |
|  |                          |                          | 4                        | Grêmio Anápolis (p)      | 1                        | 1 | 2 (12) |                     |                |                |                |                |  |   |                 |                 |                 |                 |                 |  |
|  | 2A                       | Grêmio Anápolis          | 4                        | Grêmio Anápolis (p)      | 1                        | 1 | 2 (12) | 0                   | 2              | 2              |                |                |  |   |                 |                 |                 |                 |                 |  |
|  | 2A                       | Grêmio Anápolis          |                          |                          |                          |   |        |                     |                | 2              |                |                |  |   |                 |                 |                 |                 |                 |  |
|  | 3B                       | Iporá                    | 0                        | 1                        | 1                        |   |        |                     |                |                |                |                |  |   |                 |                 |                 |                 |                 |  |
|  | 3B                       | Iporá                    | 0                        | 1                        | 1                        |   |        |                     |                |                |                |                |  |   |                 |                 |                 |                 |                 |  |
|  |                          |                          |                          |                          |                          |   |        |                     |                |                |                |                |  |   |                 |                 |                 |                 |                 |  |

Nota: El equipo que ocupa la primera línea es el que define la serie como local.
| Bandera del estado de Goiás |
| Campeón                     |
| Grêmio Anápolis 1.er título |

## Clasificación final
| Pos. | Equipo              | Pts. | PJ | G  | E | P | GF | GC | Dif. | Clasificación                                        |
| ---- | ------------------- | ---- | -- | -- | - | - | -- | -- | ---- | ---------------------------------------------------- |
| 1.°  | Grêmio Anápolis (C) | 26   | 16 | 7  | 5 | 4 | 18 | 12 | +6   | Copa de Brasil 2022, Copa Verde 2022 y Serie D 2022. |
| 2.°  | Vila Nova           | 29   | 16 | 8  | 5 | 3 | 21 | 11 | +10  | Copa de Brasil 2022 y Copa Verde 2022.               |
| 3.°  | Atlético Goianiense | 35   | 14 | 11 | 2 | 1 | 27 | 5  | +22  | Copa de Brasil 2022 y Copa Verde 2022.               |
| 4.°  | Aparecidense        | 25   | 14 | 7  | 4 | 3 | 18 | 7  | +11  |                                                      |
| 5.°  | Anápolis            | 16   | 12 | 5  | 1 | 6 | 9  | 16 | −7   | Serie D 2022.                                        |
| 6.°  | Iporá               | 14   | 12 | 3  | 5 | 4 | 9  | 13 | −4   | Serie D 2022.                                        |
| 7.°  | Goiás               | 13   | 12 | 3  | 4 | 5 | 8  | 16 | −8   | Copa de Brasil 2022 y Copa Verde 2022.               |
| 8.°  | Jataiense           | 8    | 12 | 2  | 2 | 8 | 8  | 18 | −10  |                                                      |
| 9.°  | Goianésia           | 11   | 10 | 2  | 5 | 3 | 9  | 9  | 0    |                                                      |
| 10.° | CRAC Catalão        | 8    | 10 | 1  | 5 | 4 | 8  | 15 | −7   |                                                      |
| 11.° | Jaraguá             | 10   | 10 | 3  | 1 | 6 | 10 | 14 | −4   | Segunda División 2022.                               |
| 12.° | Itumbiara           | 6    | 10 | 1  | 3 | 6 | 6  | 15 | −9   | Segunda División 2022.                               |

Reglas de clasificación: 1) Puntos; 2) Partidos ganados; 3) Diferencia de gol; 4) Goles anotados; 5) Enfrentamiento directo entre los equipos en cuestión; 6) Menor cantidad de tarjetas rojas; 7) Menor cantidad de tarjetas amarillas; 8) Sorteo.

Nota: Dos de los cupos de clasificación para la Serie D 2022 pasaron a manos de Anápolis e Iporá, debido a que Vila Nova disputó la Serie B en 2021, Atlético Goianiense disputó la Serie A, mientras que Aparecidense logró el ascenso a la Serie C 2022.

## Goleadores
| Pos. | Jugador        | Equipo              | Goles |
| ---- | -------------- | ------------------- | ----- |
| 1    | Alex Henrique  | Aparecidense        | 8     |
| 2    | Roberson       | Atlético Goianiense | 6     |
| 3    | Vinícius Lopes | Goiás               | 5     |
|      | Lucão          | Grêmio Anápolis     | 5     |
|      | Zé Roberto     | Atlético Goianiense | 5     |
| 6    | Dimba          | Jaraguá             | 4     |
|      | Léo Carvalho   | Goianésia           | 4     |
|      | Pedro Júnior   | Vila Nova           | 4     |